# Кугоейская
Кугое́йская — станица в Крыловском районе Краснодарского края.
Административный центр Кугоейского сельского поселения.

## География
Станица расположена на левом берегу реки Куго-Ея (приток Еи), в степной зоне, на границе с Ростовской областью, в 24 км северо-восточнее районного центра — станицы Крыловской (бывшей Екатериновской).
Ближайшая железнодорожная станция находится в станице Кущёвской, в 35 км западнее.

### Улицы
| - пер. Гагарина, - пер. Зелёный, - пер. Котова, - пер. Ленинградский, - пер. Московский, - пер. Первомайский, | - пер. Степной, - пер. Штанева, - ул. 30 лет Победы, - ул. Ленина, - ул. Набережная, - ул. Сталинградская. |

## История
Хутор Кугоейский основан в 1888 году, преобразован в станицу Кугоейскую в 1915 году.

## Население
| 2002 | 2010  |
| ---- | ----- |
| 1628 | ↗1635 |

- Кугоейский